# Paula de Luque
Paula de Luque (Buenos Aires, 8 de enero de 1966) es una directora de cine, bailarina contemporánea, coreógrafa, actriz y guionista argentina.

## Biografía
Es hija del escritor porteño Federico de Luque y de Ofelia Anotinia Virginia Marazzo, quien es profesora en discapacitados de la audición, voz y el lenguaje, además de profesora de matemática, fundadora de la escuela de nivel inicial La Casa del Sol, al igual que de la escuela de nivel primario y secundario Escuela Abierta Nueva Visión y de la escuela de educación especial Siembra. Tiene un hermano y dos hermanas.
Estuvo casada con el cineasta y político Jorge Coscia (1952-2021), con quien tuvo una hija, la cineasta Paloma Coscia de Luque (n. 1996).
Actualmente vive en la Ciudad de Buenos Aires.
Su primer largometraje de ficción fue Cielo azul cielo negro (2003), codirigido con Sabrina Farji. Se estrenó mundialmente en el Festival Internacional de Cine de Locarno
Su segundo largometraje, en coproducción con España, fue El vestido, protagonizado por Eduard Fernández y Antonella Costa. Su estreno mundial fue en el Festival de Cine de Valladolid. Después participó en más de 20 festivales internacionales de cine. Se estrenó en Argentina en 2009, con excelentes críticas.
Su tercer largometraje fue Juan y Eva, estrenado en Argentina en 2011. Protagonizado por Julieta Díaz y Osmar Núñez, este film obtuvo muy elogiosas críticas y muy buen resultado de taquilla. Y se estrenó además en España y Brasil con gran éxito de público y de críticas.
En 2012 creó y fundó el Festival Unasur Cine, el Festival Internacional de Cine de los países de UNASUR, del que es su directora general y principal responsable.
En 2012 dirigió el documental Néstor Kirchner, la película.
En 2013, De Luque continúa su labor al frente de UNASUR Cine, y prepara su próxima película, Los últimos días, con guion de Patricio Vega. También filmó la película Sarrasani, historia de un circo.
Escribió y filmó la miniserie de televisión La verdad, protagonizada por Julieta Díaz y Daniel Fanego y emitida en 2015 por la TV Pública. Actualmente está rodando Mediapolis, la historia de la relación entre los Gobiernos y los medios de comunicación de masas de América Latina.

## Filmografía

### Directora
- 2003: Cielo azul, cielo negro codirigido con Sabrina Farji
- 2006: Todas esas cosas.
- 2008: El vestido.
- 2010: La leyenda del ceibo (cortometraje), donde trabajó también como coreógrafa.
- 2011: Juan y Eva.
- 2012: Néstor Kirchner, la película (documental).
- 2019: Las formas de las horas.

### Intérprete
- 1995 Comix, cuentos de amor, de video y de muerte (segmento "Trip"

### Guionista
- 2003: Cielo azul, cielo negro.
- 2007: 15 minutos de gloria (película de televisión).
- 2008: El vestido.
- 2010: La leyenda del ceibo (cortometraje)
- 2011: Juan y Eva.

### Coreógrafa
- 2010: La leyenda del ceibo (cortometraje)

## Televisión

### Directora
- 2007: 15 minutos de gloria (película de televisión)
- 2015: La verdad (serie de televisión)

### Guionista
- 2007: 15 minutos de gloria (película de televisión)
- 2010: La leyenda del ceibo
- 2015: La verdad

### Corégrafa
- 2010: La leyenda del ceibo

### Como ella misma
- 2009: Miradas 2.
- 2011: Días de cine (programa informativo de España).
- 2011: Televisión registrada (programa informativo de Argentina).
- 2011: Vivo en Argentina (programa informativo).